# Крапивня (Коростышевский район)
Крапи́вня (укр. Кропивня) — село на Украине, основано в 1782 году, находится в Коростышевском районе Житомирской области.
Население по переписи 2001 года составляет 485 человек. Почтовый индекс — 12533. Телефонный код — 4130. Занимает площадь 2,34 км².

## Адрес местного совета
12533, Житомирская область, Коростышевский р-н, с.Крапивня